# مترو بيكتشرز
مترو بيكتشرز شركة لإنتاج الصور المتحركة تأسست في أوائل عام 1915 في جاكسونفيل، فلوريدا. والكيان الذي سيصبح مستقبل أحدى أهم شركات الانتاج الرائدة بعد الاندماج مع شركة غولدوين بيكتشرز وظهور شركة مترو غولدوين ماير، أنتجت الشركة أفلامها في نيويورك ولوس أنجلوس وأحيانًا في منشآت مستأجرة في فورت لي ، نيو جيرسي. تم شراؤها في عام 1919.

## انتاج مترو بيكتشرز
- قلب ماريلاند (1915)